# Делятинский лесокомбинат
Делятинский лесокомбинат (укр. Делятинський лісокомбінат) — промышленное предприятие в Делятине Надворнянского района Ивано-Франковской области Украины.

## История
Лесоразработки и заготовки дров в лесах в районе Делятина проводились достаточно давно. В начале XX века здесь уже действовала лесопилка, которая принадлежала капиталисту Кляйну. После начала первой мировой войны местность стала зоной боевых действий.
Позднее, когда город находился в составе Станиславовского воеводства Польской Республики, в Делятине и его окрестностях возникли несколько небольших частных лесопильных заводов, условия труда на которых были тяжёлыми (продолжительность рабочего дня составляла 12 часов), а зарплаты - низкие. После начала мирового экономического кризиса в 1929 году эти лесопильные предприятия были закрыты и с 1930 до 1932 года не функционировали. 
Летом 1938 года их работа вновь была остановлена.
В сентябре 1939 года Делятин вошёл в состав СССР, после чего находившийся здесь лесопильный завод был национализирован. В дальнейшем, в 1940 году Делятин получил статус посёлка городского типа. В это же время были приняты меры для развития в посёлке лесной промышленности.
В ходе Великой Отечественной войны с 1941 до 26 июля 1944 года Делятин был оккупирован немецкими и венгерскими войсками и превращён в укреплённый опорный пункт.
В соответствии с четвёртым пятилетним планом восстановления и развития народного хозяйства СССР в начале 1945 года на базе ранее существовавшего лесопильного завода был организован лесокомбинат, в состав которого вошли два лесопункта и три цеха (столярный, деревообрабатывающий и мебельный). В следующие годы объёмы производства и уровень механизации на предприятии возрастали (в 1959 году уровень заготовки древесины с использованием бензопил и электрического инструмента составлял 73,7%, а к 1967 году увеличился почти до 100%).
В 1970 году основной продукцией комбината являлись столы, шкафы, тумбочки, пассажирские лифты и лесоматериалы; его продукция использовалась в СССР и экспортировалась в социалистические страны и ФРГ.
В целом, в советское время лесокомбинат являлся одним из крупнейших предприятий посёлка, на его балансе находились объекты социальной инфраструктуры (общежития рабочих, магазины, столовая и хлебопекарня).
После провозглашения независимости Украины государственное предприятие было преобразовано в открытое акционерное общество.
В мае 1995 года Кабинет министров Украины утвердил решение о приватизации лесокомбината.
1 августа 2006 года хозяйственный суд Ивано-Франковской области признал Делятинский лесокомбинат банкротом, после чего началась ликвидация предприятия.